# Джейсі Фелпс
Джейсі Фелпс  (англ. Jaycie Phelps; 26 вересня 1979) — американська гімнастка, олімпійська чемпіонка.

## Виступи на Олімпіадах
| Олімпіада    | Дисципліна        | Місце              |
| ------------ | ----------------- | ------------------ |
| Атланта 1996 | абсолютний залік  | 17 (кваліфікація)  |
| Атланта 1996 | командний залік   | 1                  |
| Атланта 1996 | вільні врави      | 15T (кваліфікація) |
| Атланта 1996 | опорний стрибок   | 21 (кваліфікація)  |
| Атланта 1996 | різновисокі бруси | 13 (кваліфікація)  |
| Атланта 1996 | колода            | 38T (кваліфікація) |

## Зовнішні посилання
- Досьє на sport.references.com [Архівовано 3 грудня 2016 у Wayback Machine.]